# 日本プロテスタント聖書信仰同盟
日本プロテスタント聖書信仰同盟（にほんプロテスタントせいしょしんこうどうめい、英語：Japan Protestant Conference、JPC）は、聖書信仰のクリスチャンの連絡機関で、日本福音同盟の三創立会員の一つ。

## 歴史
プロテスタントの宣教が開始されてから100年目にあたる1959年の日本宣教百周年記念聖書信仰運動大会が行われた。この年は宣教100周年を記念して、聖書信仰派とエキュメニカル派がそれぞれ別に集会をした。翌1960年2月、聖書信仰の運動の継続のため、日本プロテスタント聖書信仰同盟を発足した。

## 活動
全国で、聖書信仰の周知のためにセミナーを開催した。文書による活動では、機関紙『聖書信仰』を毎月発行した。また『現代と聖書信仰』、『なぜ聖書信仰が必要か』、『聖書信仰と日本の精神風土』『対話の中の聖書信仰』等の単行本も出版した。JPCの信仰を明確にするために尾山令仁の『聖書の権威』が発刊された。
聖書論論争を経て日本プロテスタント信仰同盟の総会が1987年2月5日に出した聖書の権威に関する宣言により、全的無誤性が福音派の合意として確認された。

## 聖書翻訳特別委員会
堀川勇、松尾武を中心とする聖書翻訳特別委員会が設けられた。ここでは口語訳聖書とは別の翻訳の必要性が訴えられた。口語訳が自由主義神学の影響を受け、キリスト神性を否定する翻訳だったからである。日本プロテスタント信仰同盟は日本聖書協会に代表を派遣し、説明と訂正を求めたが、日本聖書協会総主事都田恒太郎はこれに応じなかった。この働きが新改訳聖書の発行に繋がった。

## 実行委員長
- 初代：常葉隆興（日本キリスト改革派教会）
- 第2代：蔦田二雄（イムマヌエル綜合伝道団）
- 第3代：尾山令仁（聖書キリスト教会）
- 第4代：泉田昭（日本バプテスト教会連合）
- 第5代：後藤茂光（日本福音キリスト教会連合）